# Славкин, Виктор Иосифович
Виктор Иосифович Славкин (1 августа 1935, Москва — 16 марта 2014, там же) — советский и российский драматург и сценарист.

## Биография
Его отец, Иосиф Наумович Славкин, переехал в Москву из Сновска в начале 1930-х годов; выпускник Московского станкоинструментального института, работал мастером производственного обучения, потом завучем в ремесленном училище в системе трудовых резервов.
Окончил Московский институт железнодорожного транспорта (1958), работал инженером. С начала 1960-х писал одноактные пьесы, которые ставились в эстрадном театре-студии МГУ.
Наиболее известен как автор драматургической основы двух знаменитых спектаклей Анатолия Васильева — «Взрослая дочь молодого человека» (1979, по пьесе «Дочь стиляги») и «Серсо» (1979).
Последние пьесы Славкина отличаются аналитической структурой, в них видно стремление автора путём ретроспективного взгляда в прошлое прояснить сегодняшний день со всей его проблематикой и с проблемой человеческого одиночества в частности. Внешнее действие нередко ограничивается встречей людей незнакомых или давно не видевшихся. Центр тяжести — в весьма отточенном диалоге в традициях Чехова.
В браке с Ниной Петровной Славкиной (22.01.1972-24.07.2010)
- В 1975 и 1980 годах был дважды удостоен премии «Золотой телёнок» «Литературной Газеты» («Клуба 12 стульев»).
- Член Союза писателей СССР (1980).
- Автор и ведущий телепрограммы «Старая квартира» (РТР; Лауреат премии ТЭФИ-98 за лучшую режиссуру)[4][5].

Скончался 16 марта 2014 года. Похоронен на Востряковском кладбище.

## Произведения
- Славкин В. И. Памятник неизвестному стиляге: История поколения в анекдотах, легендах, байках, песнях (в кн. включ. также пьеса «Взрослая дочь молодого человека»). — М.: Артист. Режиссёр. Театр, 1996. — 311 с. — ISBN 5-87334-078-1.

### Драматургия
- Взрослая дочь молодого человека: Пьеса. М., 1979
- Серсо: Пьеса. М., 1982
- Пьесы. М., 1983. В соавторстве с Л. С. Петрушевской.
- Взрослая дочь молодого человека: Пьесы. М., 1990

### Сценарии мультфильмов
- «Жизнь пополам» (1965)
- «Люди и двери» (киножурнал «Фитиль» № 70) (1968)
- «Дважды два» (киножурнал «Фитиль» № 71) (1968)
- «Камень на дороге. Спор» (1968)
- «Узелки на память» (киножурнал «Фитиль» № 173) (1977)
- «Тир» (1979)
- «Пуговица» (1982)
- «Юбилей» (1983)
- «Чёрно-белое кино» (1984)
- «Контракт» (1985), по рассказу Р. Силверберга
- «Падающая тень» (1985)
- «Большой подземный бал» (1987), по мотивам сказки Х. К. Андерсена «Холм лесных духов»
- «Переменка №6» (1987)
- «Если бы я был моим папой…» (1987—1988, 2 серии)
- «Расскажите сказку, доктор» (1988, 3 серии), по повести Я. Корчака «Король Матиуш Первый»
- «В поисках Олуэн» (1990) — автор текста
- «Каштанка» (1994)
- «Гофманиада» (2008), по мотивам произведений Э. Т. А. Гофмана